# Артиллерийский танк

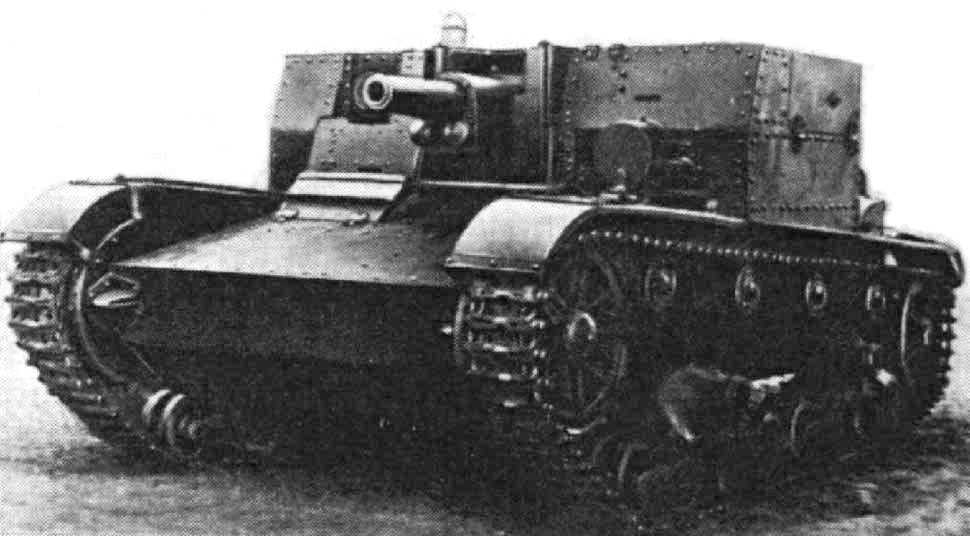
Артиллерийский танк АТ-1

Артиллерийский танк (также арттанк, АТ) — термин, которым в 1930-х годах в Союзе ССР обозначали некоторые специальные танки (танки особого назначения), как вид танков по классификации, с тогда относительно новым для танков артиллерийским вооружением крупного калибра, предназначенные для артиллерийской поддержки пехоты и основных танков (в то время иногда называемых «линейными»). 
При описании современных танков термин не используется. Термином обозначались как собственно танки с вращающейся башней, так и самоходные артиллерийские установки (САУ).

## История
Идея артиллерийских танков приобрела популярность после испытаний СУ-1 в 1932 — 1933 годах под влиянием заместителя Народного комиссара обороны Союза ССР по вооружениям М. Н. Тухачевского и зарубежной печати.
Понятие «артиллерийский» танк не было чётко определено. В статье П. Д. Важигина (1933 год) говорилось: «… это забронированные полностью или частично танки, главным оружием которого является пушка, как правило, увеличенного калибра, установленная во вращающейся башне, или без таковой… А. Т. предназначаются для артиллерийского сопровождения танков и ведут огонь по обнаруженным целям, главным образом, с места, с закрытых или открытых позиций из линии атаки». Согласно этому определению танк ничем не отличался от САУ, поэтому определение уточнялось наличием у танка «вращающейся башни, позволяющей осуществлять манёвр огнём в ходе скоротечного боя…».
Первый проект артиллерийского танка Д-38 в Союзе ССР создало в начале 1932 года конструкторско-испытательное бюро Управления механизации и моторизации РККА (УММ РККА, ныне Главное автобронетанковое управление Министерства обороны Российской Федерации (ГАБТУ Минобороны России) под руководством Н. И. Дыренкова на базе БТ-2. В первом варианте использовалась, видимо, 76,2-мм противоштурмовая пушка с бронированного автомобиля «Гарфорд» образца 1910 года (или «короткая пушка» образца 1913 года). Во втором варианте использовались два орудия: 76,2-мм пушка в корпусе и 37-мм пушка в башне.
К весне 1935 году на заводе № 174 было изготовлено два опытных образца арттанка типа АТ-1. 
Испытания обоих образцов закрытой самоходной установки — артиллерийского танка первой модели (АТ-1), были проведены весной — летом 1935 года. В ходе испытаний оба образца показали хорошие результаты. По результатам испытаний руководство АБТУ РККА приняло решение о подготовке серийного производства АТ-1. В конце 1936 года по доносу конструктор П. Сячинтов был арестован и обвинён в шпионаже, после чего работы над всеми спроектированными им артсистемами были прекращены. В том числе, было прекращено производство АТ-1, несмотря на сдачу восьми броневых корпусов БМ на Ижорском заводе и начавшуюся сборку трёх боевых машин на заводе № 174.
Так как идея оснащения формирований механизированных войск (МВ), а позже автобронетанковых войск (АБТВ) РККА была хороша, её стали развивать дальше, так была создана другая модель специального танка, а именно БТ-7А, которая пошла в производство и на оснащение соединений и частей РККА ВС Союза ССР.
К июлю 1938 года 27 единиц БТ-7А находились в Ленинградском военном округе и ещё три отправили в Приволжский округ. Кроме того, к сентябрю 1939 года 17 единиц БТ-7А имелось в Белорусском военном округе и четыре во 2-й армии. Впоследствии, после начала сформирования механизированных корпусов по новым штатам, многие БТ-7А меняли место службы, так часть танков артиллерийской поддержки отправили на Дальний Восток, где на 1 сентября 1940 года имелось 28 единиц БТ-7А: 16 единиц в 48-й лёгкотанковой бригаде и по четыре единицы в 8-й и 31-й кавалерийских дивизиях. Ещё четыре БТ-7А придано другим частям. Позднее, когда на основе 48 лтбр началось сформирование 58-й танковой дивизии, в неё включили и БТ-7А, но в октябре 1941 года, при переформировании по июльским штатам, количество артиллерийских танков сократилось до 10.